# 18924 Вінджамурі
18924 Вінджамурі (18924 Vinjamoori) — астероїд головного поясу, відкритий 3 серпня 2000 року.
Тіссеранів параметр щодо Юпітера — 3,519.